# Csobánc
A Csobánc egyike a Balaton-felvidéki tanúhegyeknek. A legismertebb Badacsony és Szent György-hegynél kisebb, de csupasz lapos teteje lévén körbe nyílik a kilátás északra a Sümegi vártól déli irányban a Balatonig, de - tiszta, páramentes időben - a légvonalban 100 km-re lévő pécsi tévétorony is látható. Ezen kívül akár az Alpok-beli Schneebergig vagy keleti irányban Székesfehérvárig is ellátni. Fokozottan védett terület, természetvédelmi kezelője a Balaton-felvidéki Nemzeti Park.
Az Országos Kéktúra útvonala korábban a hegy keleti oldalán haladt el, jelenleg viszont északról kerülve fölvezet a Csobánc tetejére is. Kedvelt siklóernyős hely.
Lapos tetején található a 13. században épült Csobánc várának romja, melyhez a hasonnevű uradalom és falu tartozott, ami 1841-ben még létezett. A hegyen ivóvíz nincs.

## Elhelyezkedése
Gyulakeszi, Diszel és Káptalantóti települések között, a Tapolcai-medencében magasodik a Tapolcához a legközelebb eső tanúhegy, mely földtani jellege miatt szorosan kapcsolódik a szomszédos Káli-medencéhez. Lábánál, előbb Diszelen, majd Gyulakeszin átfolyva kanyarodik az Eger-patak a Balaton felé.
5-40%-os lejtők jellemzik. Leglankásabb (átlagosan 17-25%-os lejtői) a nyugati, délnyugati, illetve keleti fekvésű területei, ezért is a csúcs megközelítése csak gyalogosan lehetséges, Gyulakeszi vagy Diszel felől ajánlott. A tető fennsíkját csupán a hajdani vulkáni kürtő mélyedése, az ember által kialakított ciszternák és a várárok töri meg.

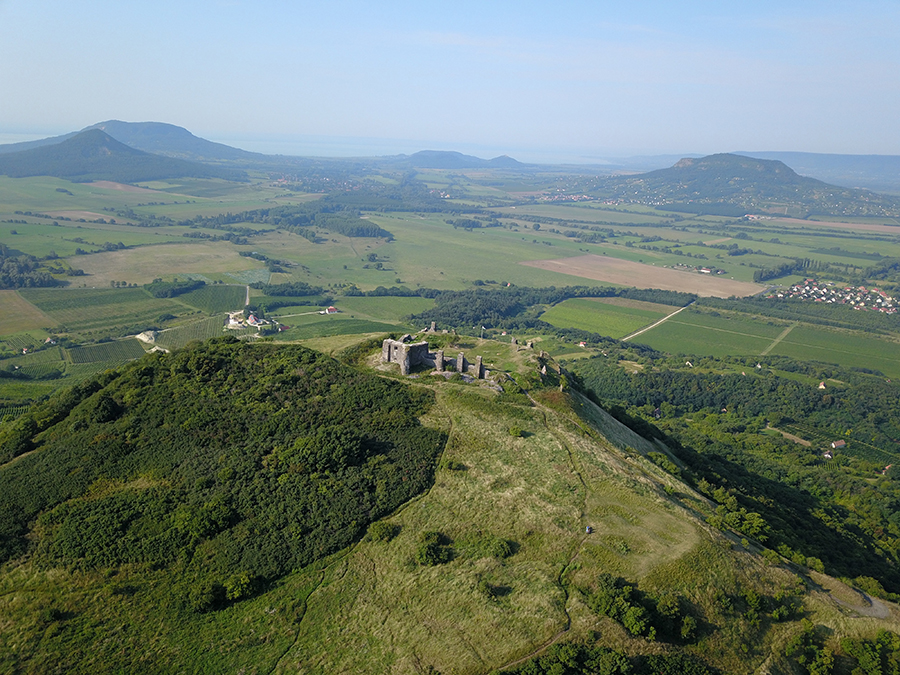
Csobánc vára, légi fotó

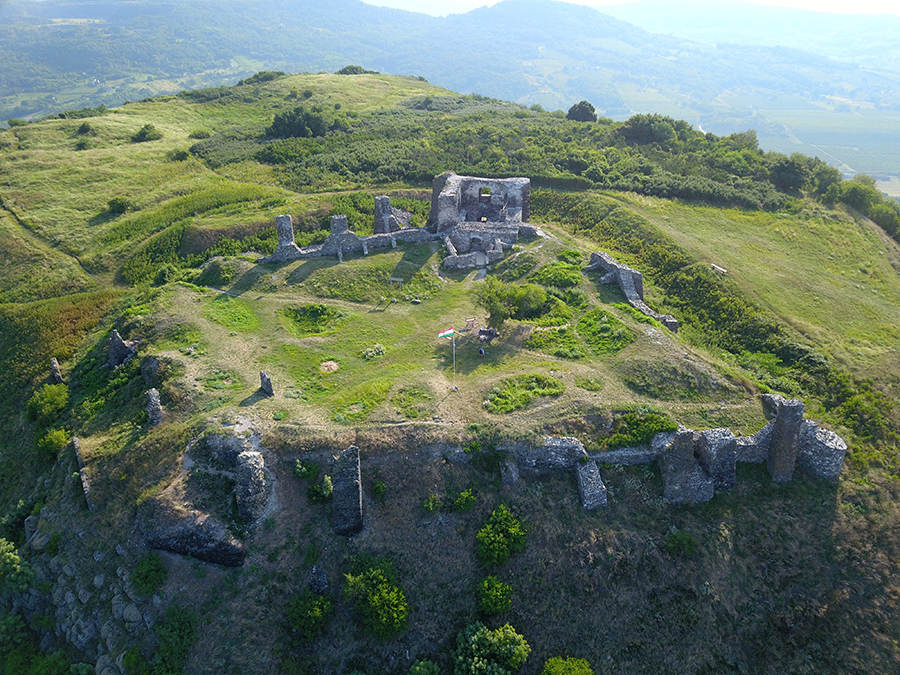
Csobánc vára, légi felvétel

## Keletkezése
A Pannon-tenger homokréteg-üledéke által feltöltött hatalmas fennsík tetejére bazaltvulkánok lávája ömlött szép szabályos foltokban, és a bazaltsapka megvédte a homokot, melyet a tenger kiszáradásakor elsősorban a szél - és több más természeti elem - körüle az idők folyamán elhordott. Később aztán, mikor már a pannóniai rétegek alaposan lepusztultak, újra működésbe lépett a vulkáni tevékenység, de ekkor már a kráterből nem láva, hanem kőtörmelék (tufa), forró víz és iszap lökődött ki. K/Ar meghatározás alapján a Csobánc bazaltjainak kora 3,42 millió év.
A hajdan észak-északkeleti irányban szálban álló bazalttufát a 21. századra vastag bazalttörmelék fedi, dél-délkeleten a felszínen kis tömegben, akár szinte vízszintesen jelenik meg a vékonyan oszlopos bazalt, a sorozatos kitörések kürtőinek a maradványaiként. A hegy nyugati oldalán a csuszamlások jellemzőek. A sugarasan szétfutó deráziós és eróziós-deráziós völgyek a hegy teljes területén megfigyelhetők. A Csobánc délnyugati lejtőjénél Gyulakeszi határában található Papsapka (vagy Kőmagas) sajátos kvarcit-tömbje vulkáni utóműködés eredményeképpen jött létre, mai formájukat a szél és víz (jég) munkája alakította ki.

## Felépítése
Két csonka kúpból áll: egy alsóból, amely kora triász- és szarmatakorú üledéken előbukkanó pontusi agyag, kavics és homokrétegből áll 240-300 méter magasságig, és egy felsőből, mely egy meredek oldalú bazaltkúp.
A hegy északnyugati lejtőjén, 200 m tengerszint feletti magasságban feltárt bazaltbányájában a bazaltoszlopok anyaga kokkolitos (és napszúrásos), melyet útépítéshez murvaként hasznosítottak.

## Élővilága
A bazalthegyek extrém éghajlati és geológiai viszonyai között számos botanikai ritkaság él. Mivel bazaltja kevésbé volt alkalmas bányászásra, oldalán csak egy úgynevezett "bicskabánya"  működött, mely csupán kisebb „tájsebet” okozott, ám falain és a kőomlásokon él a sziklaiternye, a ritka buglyos vagy fürtös kőtörőfű, de virágpompáját fokozza a fekete és leánykökörcsin, illetve a hajdani várkertből kivadult orgonaliget.
Domboldalain máig virágzó a római korig visszavezethető országos jelentőségű szőlőkultúra.